# Troglophiloscia belizensis
Troglophiloscia belizensis är en kräftdjursart som beskrevs av Schultz 1984. Troglophiloscia belizensis ingår i släktet Troglophiloscia och familjen Philosciidae. Inga underarter finns listade i Catalogue of Life.